# San Francisco el Astillero
San Francisco el Astillero är en ort i Mexiko.   Den ligger i kommunen Tepeojuma och delstaten Puebla, i den sydöstra delen av landet, 110 km sydost om huvudstaden Mexico City. San Francisco el Astillero ligger 1 425 meter över havet och antalet invånare är 183.
Terrängen runt San Francisco el Astillero är kuperad österut, men västerut är den platt. Runt San Francisco el Astillero är det ganska tätbefolkat, med 149 invånare per kvadratkilometer. Närmaste större samhälle är Izúcar de Matamoros, 14,9 km sydväst om San Francisco el Astillero. I omgivningarna runt San Francisco el Astillero växer huvudsakligen savannskog.